# しんぱい
「しんぱい」は、日本の歌手たむらぱんの7枚目のシングルである。2011年6月29日発売。発売元は日本コロムビア。

## 概要
- 通常盤と初回限定盤の二種リリース[1]。初回限定盤には「しんぱい」のビデオクリップを収録したDVD付き。なお初回限定盤ジャケットは左右に本体を移動させることで表情が変化する。
- 3～6曲目は2011年3月6日に恵比寿LIQUIDROOMで行われたワンマンライブ “パンダフルツアー”のライブ音源を収めている。
- PV監督は6thシングル「ラフ」に続き、島田大介。

## 収録曲

### CD
1. しんぱい[4:27]
作詞・作曲 : 田村歩美、編曲：湯浅篤、田村歩美、弦一徹（ストリングス編曲）
2. WARAW[3:30]
作詞・作曲・編曲：田村歩美
3. ラフ(Live Version)[4:40]
作詞・作曲・編曲：田村歩美
4. バンブー(Live Version)[4:49]
作詞・作曲・編曲：田村歩美
5. フレフレ(Live Version)[4:01]
作詞・作曲・編曲：田村歩美
6. ゼロ(Live Version)[3:55]
作詞・作曲・編曲：田村歩美

### DVD(初回限定盤のみ)
1. しんぱい (Music Video)

## 収録アルバム
- オリジナル『mitaina』（2012年1月18日）

## タイアップ
- 「しんぱい」：TBS系「COUNT DOWN TV」2011年6月度エンディングテーマ
- 「WARAW」：株式会社ウインクル「それぞれのHAPPY PHOTOS」篇 CMソング